# شون وايز
شون وايز هو كاتب العمود كندي، ولد في 23 سبتمبر 1970.